# Justinas Juodaitis
Justinas Juodaitis (* 22. November 1899 in Pavilktiniai, Gebiet Sintautai, Rajongemeinde Šakiai; † 3. Februar 1969 in Kražiai) war ein litauischer katholischer Geistlicher, Prälat, Kanoniker, Märtyrer, Regens und Professor des Priesterseminars Telšiai.

## Leben
Er war Sohn der Schwester Petronėlė Juodaitienė des Bischofs Justinas Staugaitis. Von 1909 bis 1913 absolvierte er die Grundschule Sintautai und lernte am Gymnasium Vilkaviškis, die 5. Klasse absolvierte er 1915 in Woronesch. Das Priesterseminar absolvierte er in Gižai und 1923 empfing er die Priesterweihe. 1926 absolvierte er das Studium an der Fakultät für Theologie und Philosophie an der Universität Litauen in Kaunas. Ab 1926 wohnte er in Telšiai. Von 1931 bis 1933 studierte er in Rom und promovierte in Theologie. Von 1927 bis 1931 und  1933 bis 1946 lehrte er am Priesterseminar Telšiai und war geistlicher Leiter, 1941–1943 Inspektor und ab 1943 Regens. Von 1946 bis 1949 war er Administrator des Bistums Telšiai, nachdem Bischof Pranciškus Ramanauskas von der sowjetischen Regierung festgenommen wurde. Justinas Juodaitis wurde 1949 nach Sibirien deportiert.